# Número ordinal (teoría de conjuntos)

Representación del ordinal ω^{ω}. Cada vuelta alrededor de esta espiral representa una potencia entera de ω: la primera contiene a los números naturales 0, 1, 2, ... La segunda llega hasta ω^{2} pasando por cada ordinal ω·m + n, con m, n naturales; la tercera llega hasta ω^{3} pasando por cada ordinal ω^{2}·m + ω·n + p; etc.

En teoría de conjuntos, un número ordinal, o simplemente ordinal, es un representante del tipo de orden de un conjunto bien ordenado. De este modo, los ordinales clasifican todos los posibles conjuntos bien ordenados. Fueron introducidos por Georg Cantor en 1897.
Los ordinales finitos (así como los cardinales finitos) son los números naturales 0, 1, 2,..., puesto que dos órdenes totales de un conjunto finito son isomorfos en cuanto al orden. Al primer ordinal infinito se le denota ω. 
En el caso infinito, los ordinales ofrecen una distinción más fina que los cardinales, que sólo representan la cantidad de elementos. Así, mientras sólo existe un cardinal infinito numerable ℵ0, existen infinitos ordinales infinitos y numerables:

{\displaystyle {\begin{array}{l}\omega ,\,\omega +1,\,\ldots \,,\omega \cdot 2,\,\omega \cdot 2+1,\,\ldots \,,\,\omega ^{2},\,\ldots ,\\\dots ,\,\omega ^{\omega },\,\ldots \,,\,\omega ^{\omega ^{\omega }},\,\ldots \,,\,\epsilon _{0},\,\ldots \end{array}}}

que se corresponden con distintas maneras de ordenar el conjunto de los números naturales.

## Introducción histórica
En su obra Fundamentos para una teoría general de conjuntos, Georg Cantor introdujo la idea de los números transfinitos como una generalización de los números naturales. Observando la sucesión de los números naturales:

{\displaystyle 0,\,1,\,2,\,3,\,\ldots ,}

afirmaba que esta descansa sobre «el principio de agregar una unidad a un número ya formado y disponible». A este principio, que Cantor denominó "primer principio de generación", se añadía la posibilidad de considerar un nuevo número, ω, mayor que todos los números naturales (que por supuesto no es ninguno de ellos), y aplicar de nuevo el primer principio

{\displaystyle 0,\,1,\,2,\,3,\,\ldots ,\,\omega ,\,\omega +1,\,\omega +2,\,\omega +3,\,\ldots ,}

Esta segunda sucesión de «números» ω + n se prestaba igualmente a considerar un número mayor que toda ella, ω + ω = ω·2. En resumen, Cantor introducía el "segundo principio de generación", el cual 

[...] dada una determinada sucesión de verdaderos números enteros definidos, entre los cuales no hay ninguno que sea el mayor de ellos, [...] se crea un nuevo número al que se concibe como límite de aquellos números, esto es, se define como el número inmediatamente mayor que todos ellos.

Esta sucesión puede entonces continuarse indefinidamente:

{\displaystyle 0,\,1,\,2,\,\ldots ,\,\omega ,\,\omega +1,\,\omega +2,\,\ldots ,\,\omega \cdot 2,\,\omega \cdot 2+1,\,\ldots ,\,\omega \cdot 3,\,\dots \,,\,\omega \cdot n,\,\ldots ,\,\omega \cdot \omega =\omega ^{2},\,\ldots ,\,\omega ^{3},\,\ldots ,\,\omega ^{n},\,\ldots ,\,\omega ^{\omega },\,\ldots ,}

Usando esta sucesión de números transfinitos, Cantor pudo estudiar el concepto de número ordinal. Un número natural puede utilizarse para representar la posición dentro de una sucesión ordenada: 1.º, 2.º, 3.º,... Cantor descubrió que cualquier sucesión ordenada, finita o infinita, está «contenida» en la sucesión de números transfinitos (concretamente, cualquier sucesión bien ordenada). También dentro de esta sucesión se encuentran los números cardinales, que representan el «número de elementos» de un conjunto infinito.

## Definición

### Conjuntos bien ordenados
Un conjunto bien ordenado es un conjunto con una relación de orden entre sus elementos que verifica que dada cualquier subcolección no vacía de sus elementos, esta posee un elemento mínimo. La importancia de los conjuntos bien ordenados reside en la inducción transfinita, que afirma que en un conjunto A de estas características, las propiedades que un elemento hereda de sus predecesores son poseídas por la totalidad de los elementos de A.
Un ordinal es un objeto matemático que clasifica todos los distintos conjuntos bien ordenados posibles. Por supuesto, ha de evitarse la posibilidad de clasificar con ordinales diferentes dos conjuntos bien ordenados distintos que en el fondo constituyan un «reetiquetado» el uno del otro.
| Ejemplo |
| Las dos maneras de ordenar el conjunto de los números naturales mostradas abajo no son esencialmente distintas (se sobreentiende que la serie sigue con normalidad tras los puntos suspensivos): {\displaystyle {\begin{aligned}&\{0,1,2,3,4,5,6,7,8,9,10,\ldots \}\\&\{5,0,3,4,2,1,6,7,8,9,10,\ldots \}\end{aligned}}} El único cambio es que al primer elemento se le llama «0» o «5», al segundo se le llama «1» o «0» , etc. Sin embargo, si comparamos los números naturales ordenados como sigue: {\displaystyle \{1,2,3,4,5,6,7,8,9,10,\ldots ,0\}} esto sí representa un cambio esencial, puesto que esta ordenación difiere en un hecho fundamental: a diferencia de las primeras, posee un elemento maximal. |

### Clases de equivalencia
Una posible definición para clasificar todos los tipos de orden posible es agrupar a todos los conjuntos bien ordenados isomorfos bajo orden en una clase de equivalencia. Este es el enfoque que se tomó en los Principia Mathematica. Está definición ha de ser abandonada en ZF y demás sistemas axiomáticos relacionados, puesto que dichas clases de equivalencia son demasiado grandes para formar un conjunto.

### Definición de von Neumann
En lugar de definirlo como una clase de equivalencia, el procedimiento más habitual para clasificar los buenos órdenes es escoger un representante canónico, de manera unívoca, en cada una de estas clases. La definición estándar, sugerida por John von Neumann es:
| Un conjunto α se dice un ordinal si: 1. Es un conjunto transitivo, esto es, todos sus elementos son a su vez subconjuntos. 2. Es un conjunto conexo, en el sentido de que la relación de pertenencia respeta la ley de tricotomía. Esto se traduce en: {\displaystyle {\begin{aligned}&1.\ {\text{Si }}b\in \alpha \;{\text{y }}c\in b{\text{ entonces }}c\in \alpha .\\&2.\ {\text{Dados }}b,\,c\in \alpha {\text{ se tiene: }}\ b\in c\ {\acute {\text{o}}}\ c\in b\ {\acute {\text{o}}}\ b=c.\end{aligned}}} |

La construcción estándar de los números naturales en teoría de conjuntos asegura que estos son ordinales. En esta construcción se define el cero como el conjunto vacío 0 ≡ ∅ = {}, y a partir de ahí, cada número se define como el conjunto que contiene a los anteriores: 1 ≡ {0}, 2 ≡ {0, 1}, etc.
De la definición dada por von Neumann puede probarse:
| 1. Un ordinal es un conjunto bien ordenado por la relación de pertenencia. 2. Los elementos de un ordinal son ordinales también. (Por tanto, un ordinal es el conjunto de todos los ordinales menores que él). 3. La colección de todos los ordinales está a su vez bien ordenada por la relación de pertenencia, o sea: - Dados dos ordinales, o son iguales, o uno es un elemento (y subconjunto) del otro. - Todo conjunto de ordinales tiene un mínimo. 4. Esta colección, denotada On, no es un conjunto. 5. Todo conjunto bien ordenado es isomorfo bajo orden a un único ordinal. 6. El conjunto de los números naturales es un ordinal (el primer ordinal infinito y límite, ver más abajo). |

Al (único) ordinal isomorfo a un conjunto bien ordenado A se le denota por A o ord(A).

### Clasificación
Puede demostrarse que si α es un ordinal, también lo es α′ ≡ α ∪ {α}. Este es el llamado ordinal siguiente a α, y es el menor ordinal mayor que α. Los ordinales diferentes de cero se dividen en dos clases bien diferenciadas:
| - Un ordinal sucesor α es un ordinal que es el siguiente de algún otro ordinal, α = β′. - Un ordinal límite λ es un ordinal no nulo que no es el ordinal siguiente a ningún otro ordinal. |

Por ejemplo, todos los números naturales mayores que cero,  , son ordinales sucesores. El ordinal de los números naturales ω es un ordinal límite (el primero de ellos).

## Inducción transfinita
Los números ordinales poseen una propiedad similar al principio de inducción de los números naturales. Si una colección de ordinales incluye al 0, y a cualquier ordinal siempre que incluya a sus precedecesores, entonces dicha colección es On, esto es, contiene todos los ordinales.
Este argumento puede refinarse en el llamado principio de inducción transfinita, separando en casos según el tipo de ordinal:
| Dada una fórmula φ(α), si se cumple: - φ(0) es cierta, - φ(α′) es cierta siempre que lo es φ(α), - φ(λ) es cierta siempre que φ(γ) lo sea para todos los γ < λ, entonces la fórmula es cierta para cualquier ordinal. |

donde λ se refiere a un ordinal límite.
Una aplicación importante de este principio es la recursión transfinita, que permite definir una función sobre los ordinales, especificando la imagen de un ordinal a partir de las imágenes de sus predecesores:
| Sean X un conjunto y G y H funciones definidas sobre los conjuntos. Entonces existe una única función definida sobre los ordinales F, tal que: - F(0) = X - F(α′) = G(F(α)) - F(λ) = H(F\|λ) |

donde F|λ es la restricción de F en λ.

## Aritmética ordinal
Pueden definirse unas operaciones de suma, multiplicación y exponenciación de ordinales de manera natural, mediante recursión transfinita o mediante definiciones «geométricas». Estas operaciones extienden la aritmética de los números naturales.